# Eric Bristow
Eric John Bristow (Hackney (Londen), 25 april 1957 – Liverpool, 5 april 2018), bijgenaamd The Crafty Cockney, was een Engels darter. Hij bereikte tien keer de finale van het World Professional Darts Championship, alias de Embassy of Lakeside, waarvan hij vijf finales won en daarmee recordhouder is. Daarnaast won Bristow nog vier keer de wereldtitel bij de WDF en won hij tweemaal het News of the World Darts Championship.

## Loopbaan
Bristow won zijn eerste titel in 1980. Hij versloeg zijn Londense stadsgenoot Bobby George. Het was niet zijn enige overwinning. Hij domineerde de dartswereld in de jaren 80. Hij verdedigde zijn titel met verve in 1981 en won opnieuw in 1984, 1985 en 1986. Net als zijn leeftijdsgenoot, de snooker-speler Steve Davis, had ook Bristow te maken met tegenslagen. Zo verloor hij van de jonge, en onbekende Keith Deller in de finale van 1983. Het jaar ervoor vloog hij er zelfs al in de eerste ronde uit door toedoen van Steve Brennan. Van 1989 tot en met 1991 verloor hij de finale drie jaar op rij.
Bristow werd ook bekend door de merkwaardige manier waarop hij zijn dartpijlen vasthield. Met zijn stijl leek het alsof hij op Britse wijze een kopje thee dronk, met zijn pink omhoog. Op het moment van gooien echter, trok hij al zijn vingers om de pijl heen. Bristow gaf later ook toe dat 'het pinkje' louter voor de show was.
Bristow was de meest succesvolle en constante darter van de jaren 80. Hij was de nummer 1 van de wereldranglijst tussen 1 januari 1980 en 1987. Hij had ook geluk dat zijn gloriedagen tegelijk vielen met interesse vanuit de televisiewereld voor de sport.
Hij had niet alleen groot darttalent, hij had ook vervelende karaktertrekken. Zo kwam hij erg arrogant over en werd daardoor vaak uitgejouwd door het dartpubliek.
Begin jaren 90 stond hij nog even op nummer 1, maar snel daarna kelderden zijn spelniveau en vorm. Dit werd onder meer veroorzaakt doordat hij aan darteritus (in het Engels 'dartitis' genoemd) lijdt. Iemand die aan darteritus lijdt heeft grote moeite om zijn darts los te laten bij het weggooien, wat resulteert in een worp die extreem veel moeite kost om uit te voeren, terwijl diezelfde worp daarvoor relatief tot zeer makkelijk uit te voeren was door de persoon in kwestie. Het is te vergelijken met de yips in het golf. Een mentale blokkade. Bristow plaatste zich niet meer voor de Embassy en werd uit het nationale team gezet. Dit betekende het einde van zijn profcarrière. Hij speelde nog kort in de (pas opgerichte) PDC. Zijn laatste officiële wedstrijd was in de halve finale van 1997 bij de PDC Ladbrokes World Darts Championship. Hij verloor van een andere legende: Phil Taylor.
Eric Bristow werd benoemd tot Lid in de Orde van het Britse Rijk en was commentator bij diverse dartevenementen voor de Britse sportzender Sky Sports. Hij overleed in 2018 op 60-jarige leeftijd aan een hartaanval, terwijl hij aanwezig was geweest bij de Premier League Darts in de Echo Arena Liverpool en terugliep naar zijn auto.

## Gespeelde WK-finales
- 1980: Eric Bristow - Bobby George  5 - 3 ('best of 9 sets')
- 1981: Eric Bristow - John Lowe  5 - 0 (‘best of 9 sets’)
- 1983: Keith Deller - Eric Bristow  6 - 5 (‘best of 11 sets’)
- 1984: Eric Bristow - Dave Whitcombe  7 - 1 ('best of 13 sets')
- 1985: Eric Bristow - John Lowe  6 - 2 (‘best of 11 sets’)
- 1986: Eric Bristow - Dave Whitcombe  6 - 0 ('best of 11 sets')
- 1987: John Lowe - Eric Bristow  6 - 4 ('best of 11 sets')
- 1989: Jocky Wilson - Eric Bristow  6 - 4 ('best of 11 sets')
- 1990: Phil Taylor - Eric Bristow  6 - 1 ('best of 11 sets')
- 1991: Dennis Priesley - Eric Bristow  6 - 0 ('best of 11 sets')

## Resultaten op wereldkampioenschappen

### BDO
- 1978: Laatste 16 (verloren van Conrad Daniels met 3-6)
- 1979: Kwartfinale (verloren van Alan Evans met 1-3)
- 1980: Winnaar (gewonnen in de finale van Bobby George met 6-3)
- 1981: Winnaar (gewonnen in de finale van John Lowe met 5-3)
- 1982: Laatste 32 (verloren van Steve Brennan met 0-2)
- 1983: Runner-up (verloren van Keith Deller met 5-6)
- 1984: Winnaar (gewonnen in de finale van Dave Whitcombe met 7-1)
- 1985: Winnaar (gewonnen in de finale van John Lowe met 6-2)
- 1986: Winnaar (gewonnen in de finale van Dave Whitcombe met 6-0)
- 1987: Runner-up (verloren van John Lowe met 4-6)
- 1988: Halve finale (verloren van John Lowe met 2-5)
- 1989: Runner-up (verloren van Jocky Wilson met 4-6)
- 1990: Runner-up (verloren van Phil Taylor met 1-6)
- 1991: Runner-up (verloren van Dennis Priestley met 0-6)
- 1992: Laatste 16 (verloren van Martin Phillips met 2-3)
- 1993: Laatste 16 (verloren van  Bob Anderson met 0-3)

### WDF
- 1977: Kwartfinale (verloren van Leighton Rees met 1-4)
- 1979: Kwartfinale (verloren van Nicky Virachkul)
- 1981: Kwartfinale (verloren van Alan Hill met 3-4)
- 1983: Winnaar (gewonnen in de finale van Jocky Wilson met 4-3)
- 1985: Winnaar (gewonnen in de finale van Tony Payne met 4-2)
- 1987: Winnaar (gewonnen in de finale van Bob Sinnaeve met 4-1)
- 1989: Winnaar (gewonnen in de finale van Jack McKenna met 4-1)
- 1991: Kwartfinale (verloren van Jamie Harvey met 3-4)

### PDC
- 1994: Laatste 24 (groepsfase)
- 1995: Laatste 24 (groepsfase)
- 1996: Laatste 24 (groepsfase)
- 1997: Halve finale (verloren van Phil Taylor met 4-5)
- 1998: Laatste 24 (groepsfase)
- 1999: Laatste 32 (verloren van Peter Manley met 0-3)
- 2000: Laatste 32 (verloren van  Steve Brown met 2-3)

## Resultaten op de World Matchplay
- 1994: Laatste 32 (verloren van Dennis Priestley met 3-8)
- 1995: Laatste 32 (verloren van Larry Butler met 5-8)
- 1996: Laatste 32 (verloren van Dennis Smith met 4-8)
- 1997: Laatste 32 (verloren van Dennis Smith met 2-8)
- 1998: Laatste 32 (verloren van Gerald Verrier met 5-8)
- 1999: Laatste 32 (verloren van Mick Manning met 2-10)